# نام‌گذاری سال‌ها در ایران

تبلیغات سال «نوآوری و شکوفایی» و «اتحاد ملی، انسجام اسلامی» در کنار یکدیگر

نامگذاری سال‌ها در ایران به‌طور رسمی توسط سید علی خامنه‌ای رهبر جمهوری اسلامی ایران و اولین بار در پیام نوروزی سال ۱۳۷۸ رخ داد. در آن سال خامنه‌ای عنوانی را برای آن سال انتخاب کرد و پس از آن این نام‌گذاری به شکل یک سنت همه‌ساله تکرار می‌گردد.
به گفتهٔ غلامعلی حداد عادل فلسفهٔ این کار جلب توجه مردم به یک ارزش خاص و همین‌طور در نقطهٔ مقابل آن، به یک مشکل است. بر این اساس، خامنه‌ای با اطلاعات و گزارش‌هایی که از سراسر کشور دریافت می‌کند، و بررسی برخی پارامترهای اجتماعی، دینی و فرهنگی دیگر، مردم را به یک موضوع توجه می‌دهد. در سالیانی که رهبر جمهوری اسلامی ایران به نامگذاری سال می‌پردازد، بیشتر مطالب پیام‌های نوروزی او نیز دربارهٔ دلایل این نامگذاری است.
به نظر می‌رسد نامگذاری‌ها از سال ۱۳۸۲ به بعد، ارتباط مستقیمی با دولت پیدا کرده‌است، که برخی آن را مربوط به دولت وقت آن زمان—دولت سید محمد خاتمی—می‌دانند. خامنه‌ای با تعیین نام برای این سال‌ها، در واقع بر توقعات مردم از دولت تأکید گذاشته‌است. در هرصورت این نامگذاری‌ها چون از سوی عالی‌ترین مقام جمهوری اسلامی صورت می‌گیرد، هرساله تکاپویی در نهادهای حکومتی ایجاد می‌کند و با تبلیغات بسیاری همراه می‌شود.

## سال ۱۳۶۹ (اولین سال رهبری)
- ۱۳۶۹: تأکید بر «تحول درونی و اصلاح امور»

## دهه ۱۳۷۰
پیامهای خامنه‌ای به مناسبت آغاز سال جدید در دهه هفتاد شمسی:
- ۱۳۷۰: تأکید بر «صبح روشنی»
- ۱۳۷۱: تأکید بر «تحکیم معنویت»
- ۱۳۷۲: تأکید بر «عدالت اجتماعی»
- ۱۳۷۳: تأکید بر «صرفه‌جویی»
- ۱۳۷۴: تأکید بر «وجدان کاری، انضباط اجتماعی، انضباط اقتصادی»
- ۱۳۷۵: تأکید بر «ضرورت پرهیز از اسراف و حفظ ثروت و منابع عمومی کشور»
- ۱۳۷۶: تأکید بر «توجه به معنویات و فضایل اخلاقی»
- ۱۳۷۷: تأکید بر «صرفه‌جویی و پرهیز از اسراف، قناعت و پایداری بر مواضع اسلامی و انقلابی»
- ۱۳۷۸: سال امام خمینی نامیده شد. این نامگذاری به دلیل همزمانی آن با یکصدمین سال تولد روح‌الله خمینی، اولین رهبر جمهوری اسلامی ایران بود.
- ۱۳۷۹: سال امام علی بود. دلیل آن نیز وجود دو عید غدیر در همان سال بود.

## دهه ۱۳۸۰
- ۱۳۸۰: سال اقتدارملی و اشتغال‌آفرینی نامیده شد. با پیشنهاد محمد خاتمی برای نامگذاری اولین سال در قرن بیست و یکم به نام سال «گفتگوی تمدن‌ها» و سخنرانی وی در مجمع عمومی سازمان ملل با استقبال سران مواجه گردید،[۴][۵][۶][۷] گمان می‌رفت که سال ۱۳۸۰ نیز، سال «گفتگوی تمدن‌ها» نام گیرد.
- ۱۳۸۱: به عنوان سال عزت و افتخار حسینی نامگذاری شد. دلیل این نامگذاری نیز تقارن ماه محرم قمری در فروردین و اسفند ماه همان سال بود، در واقع دهه محرم دو بار در یک سال قرار گرفته بود.[۲]
- ۱۳۸۲: سال خدمت‌گزاری.
- ۱۳۸۳: سال پاسخگویی بود. بیشتر سازمان‌های دولتی سعی کردند تا با تهیه بولتن و جزواتی دربارهٔ عملکرد وزارتخانه یا سازمان مربوطه، خود را پاسخگو نشان دهند برخی سازمان‌ها جلسات مردمی برپا می‌کردند و به سوالات مردم پاسخ می‌گفتند.[نیازمند منبع]
- ۱۳۸۴: تحت عنوان سال همبستگی ملی و مشارکت عمومی نامگذاری شد که برخی آن را به نوعی از دل‌مشغولی‌های رهبر جمهوری اسلامی دانستند. فشار ایالات متحده و کشمکش اروپا و ایران بر سر فعالیت‌های هسته‌ای ایران موجب گردید تا خامنه‌ای تمامی مطبوعات، احزاب و سیاست‌مداران داخلی را به نوعی همبستگی و دوری از مناقشات داخلی دعوت کند.[۲]
- ۱۳۸۵: سال پیامبر اعظم صلی الله علیه و آله نامیده شد. اساس این نامگذاری از آن جهت بود که در آن سال دو بار تاریخ مرگ محمد، به تاریخ قمری، در تقویم بود. یکبار در ابتدای سال و یکی در پایان سال. برخی دیگر نیز آن را به دلیل چاپ کاریکاتورهای محمد در نشریه دانمارکی در سال قبل از آن می‌دانند. محمود احمدی‌نژاد، رئیس‌جمهور وقت ایران، نامه‌های خود به سران کشورهای جهان در این سال، با یادکرد این نامگذاری و به پیروی از محمد نگاشته و ارسال نمود.
- ۱۳۸۶: سال اتحاد ملی، انسجام اسلامی. سید علی خامنه‌ای در پیام نوروزی گفت: «آرزو و امید همه ایرانیان «استقلال ملی، عزت ملی و رفاه عمومی ملت» است و همه این اهداف به برکت «ایمان اسلامی، اتحاد کلمه» خواهد شد» و «ایجاد تفرقه و تضعیف وحدت ملی ایرانیان» و «به وجود آوردن مشکلات اقتصادی برای متوقف کردن پیشرفت کشور» را دو روش عمده دشمنان برای مقابله با ملت ایران و نظام جمهوری اسلامی برشمرد.[۸]
- ۱۳۸۷: نوآوری و شکوفایی. او در تشریح علت نامگذاری سال ۱۳۸۷ به این عنوان، به «نوآوری بزرگ و تاریخی ملت ایران در پیروزی انقلاب اسلامی» اشاره کرد. سال ۱۳۸۷ سی‌امین سالگرد انقلاب ۱۳۵۷ است.
- ۱۳۸۸: اصلاح الگوی مصرف.
- ۱۳۸۹: همت مضاعف، کار مضاعف. در آن سال پیام نوروزی رهبران جنبش سبز نیز منتشر شد که در آن سال جدید را سال «صبر و استقامت» نامگذاری کردند.

## دهه ۱۳۹۰

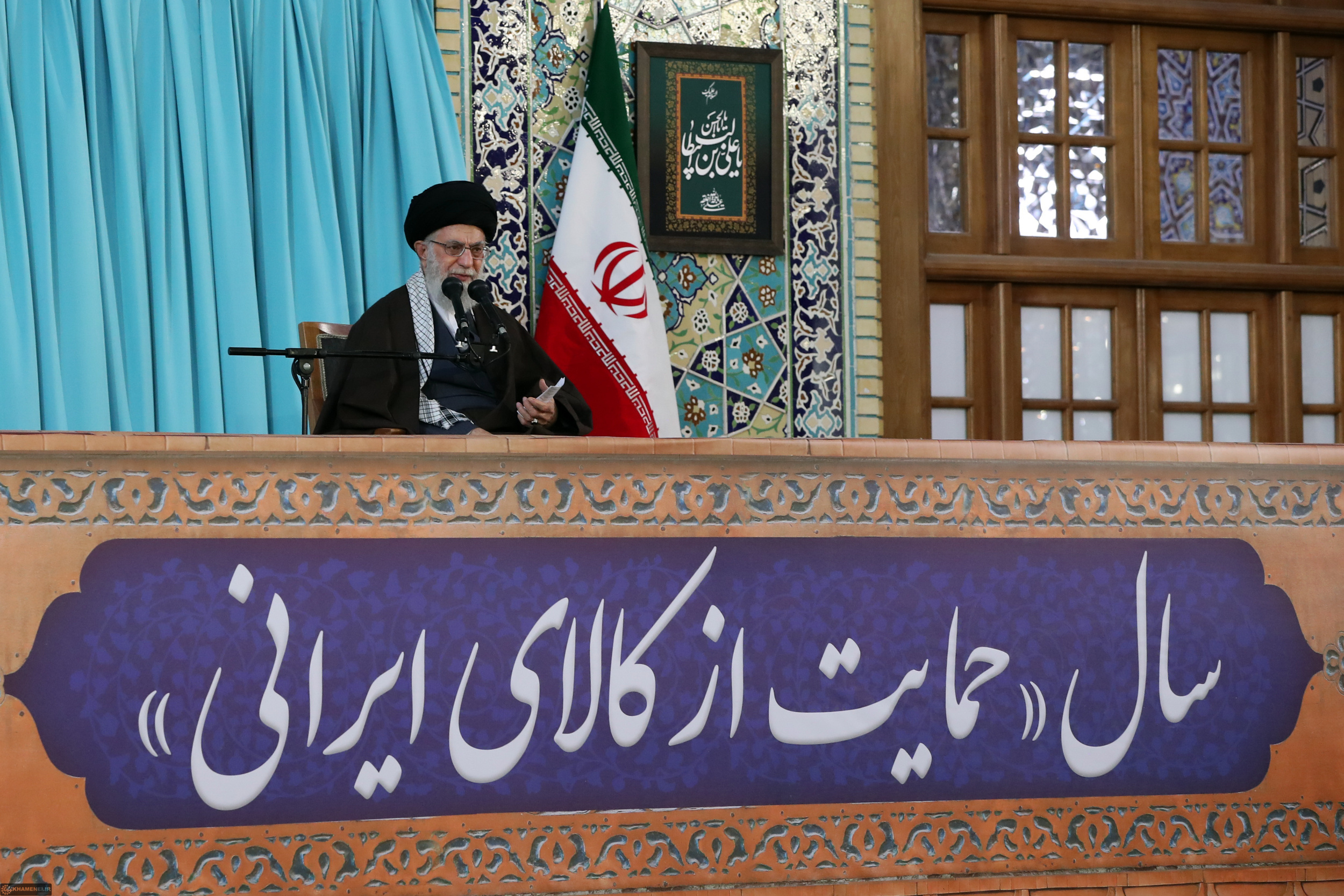
درج نام سال ۱۳۹۷ «حمایت از کالای ایرانی» بر سکوی سخنرانی سید علی خامنه‌ای در حرم علی بن موسی الرضا - ۱ فروردین ۱۳۹۷

- ۱۳۹۰: جهاد اقتصادی. به دلیل سال ابتدایی طرح هدفمندسازی یارانه‌ها در ایران و افزایش تحریم‌های بین‌المللی علیه ایران در سال ۱۳۸۹، خامنه‌ای فعالیت‌های اقتصادی را کافی ندانست و ضمن نامگذاری سال ۱۳۹۰ به عنوان جهاد اقتصادی خواستار مجاهدت کلیه قشرها و نهادها در زمینه اقتصاد شد.
- ۱۳۹۱: تولید ملی و حمایت از کار و سرمایه ایرانی.[۹]
- ۱۳۹۲: حماسهٔ سیاسی و حماسهٔ اقتصادی[۱۰] توجه به تولید ملی به‌عنوان «حماسه اقتصادی» و برگزاری انتخابات ریاست جمهوری سال ۹۲ در ایران به عنوان «حماسه سیاسی»، دلیل نامگذاری این سال است.
- ۱۳۹۳: اقتصاد و فرهنگ، با عزم ملی و مدیریت جهادی[۱۱]
- ۱۳۹۴: دولت و ملت، همدلی و همزبانی
- ۱۳۹۵: اقتصاد مقاومتی؛ اقدام و عمل[۱۲]
- ۱۳۹۶: اقتصاد مقاومتی، تولید - اشتغال[۱۳]
- ۱۳۹۷: حمایت از کالای ایرانی[۱۴]
- ۱۳۹۸: رونق تولید[۱۵]
- ۱۳۹۹: جهش تولید[۱۶]

## دهه ۱۴۰۰
- ۱۴۰۰: تولید؛ پشتیبانی‌ها، مانع‌زدایی‌ها[۱۷]
- ۱۴۰۱: تولید؛ دانش بنیان، اشتغال آفرین[۱۸]
- ۱۴۰۲: مهار تورم، رشد تولید[۱۹]
- ۱۴۰۳: جهش تولید با مشارکت مردم[۲۰]
- ۱۴٠۴: سرمایه گذاری برای تولید [۲۱]